# Robertsonidra harmeri
Robertsonidra harmeri is een mosdiertjessoort uit de familie van de Robertsonidridae. De wetenschappelijke naam van de soort is voor het eerst geldig gepubliceerd in 2001 door Liu.